# Castilla
Castilla è una municipalità di terza classe delle Filippine, situata nella Provincia di Sorsogon, nella regione di Bicol.
Castilla è formata da 34 baranggay:
- Amomonting
- Bagalayag
- Bagong Sirang
- Bonga
- Buenavista
- Burabod
- Caburacan
- Canjela
- Cogon
- Cumadcad
- Dangcalan
- Dinapa
- La Union
- Libtong
- Loreto
- Macalaya
- Maracabac

- Mayon
- Maypangi
- Milagrosa
- Miluya
- Monte Carmelo
- Oras
- Pandan
- Poblacion
- Quirapi
- Saclayan
- Salvacion
- San Isidro
- San Rafael
- San Roque
- San Vicente
- Sogoy
- Tomalaytay